# مایکل ای. اونیل
مایکل ای. اونیل (به انگلیسی: Michael E. O'Neill) (زاده ۱۹۴۶) بانکدار آمریکایی است، که هم‌اکنون به‌عنوان رییس هیئت مدیره سیتی‌گروپ فعالیت می‌نماید.
وی دانش‌آموخته دانشگاه پرینستون بوده و فعالیت بانکداری خود را از سال ۱۹۶۹ با بانک کانتیننتال ایلی‌نویز آغاز نمود و در پی خریداری بانک توسط بنک آو امریکا، به‌عنوان مدیر امور مالی بنک آو آمریکا (۱۹۹۴ تا ۱۹۹۹) منصوب گردید. در ماه سپتامبر ۲۰۱۱ رئیس هیئت مدیره سیتی‌بانک شد. در ماه مارس ۲۰۱۲ نیز، به‌عنوان رئیس هیئت مدیره سیتی‌گروپ منصوب و جایگزین ریچارد پارسونز گردید.